# Кормолен
Кормоле́н (фр. Cormolain) — коммуна во Франции, находится в регионе Нижняя Нормандия. Департамент коммуны — Кальвадос. Входит в состав кантона Комон-л’Эванте. Округ коммуны — Байё.
Код INSEE коммуны — 14182.

## Население
Население коммуны на 2010 год составляло 394 человека.
| 1962 | 1968 | 1975 | 1982 | 1990 | 1999 | 2010 |
| ---- | ---- | ---- | ---- | ---- | ---- | ---- |
| 560  | 544  | 436  | 451  | 397  | 356  | 394  |

## Экономика
В 2010 году среди 229 человек трудоспособного возраста (15—64 лет) 160 были экономически активными, 69 — неактивными (показатель активности — 69,9 %, в 1999 году было 67,1 %). Из 160 активных жителей работали 142 человека (83 мужчины и 59 женщин), безработных было 18 (9 мужчин и 9 женщин). Среди 69 неактивных 16 человек были учениками или студентами, 32 — пенсионерами, 21 были неактивными по другим причинам.